# Вулиця Княгині Ольги (Жмеринка)
Вулиця Княгині Ольги — одна із найдовших та населених вулиць Жмеринки. Її довжина становить — 2,15 км.

## Історія
Замість побудованої 1785 року церкви на вулиці Верхній Базарній 1878 року було зведено храм святого Архістратига Михаїла із дзвіницею. Кошти на який зібрали серед мешканців вулиці. 1897 року поруч з храмом було побудовано жіночу школу, нині тут знаходиться дитячий будинок сімейного типу.
На початку XX століття вся місцевість Велика Жмеринка, де розташована вулиця, була викуплена графом Дмитром Федоровичем Гейденом.
Після перших польотів людей до космосу наприкінці 1960-х років вулиця отримала сучасну назву.
14 лютого 2024 року Жмеринська міська рада перейменувала вулицю Космонавтів на вулицю Княгині Ольги.